# Pierre-Agathange Odier-Laplaine
Pierre-Agathange Ogier-Laplaine (16 octobre 1774 à Saint-Marcellin - 8 mars 1825 à Paris), est un homme politique français.

## Biographie
Fils de Claude-Joseph Odier, procureur au bailliage de Saint-Marcellin, et de Marie-Anne Véron, il est commissaire des guerres pendant la Révolution, aux armées du Rhin et de Sambre-et-Meuse, puis à l'armée d'Italie, et, sous l'empire, à l'armée d'Allemagne en 1805, 1806 et 1807, puis à l'armée d'Espagne. En 1812, il est nommé sous-inspecteur aux revues de la garde impériale. 
Le 11 mai 1815, il est élu représentant à la Chambre des Cent-Jours, par l'arrondissement de Saint-Marcellin.
À la seconde Restauration, il est nommé sous-intendant de 1re classe le 15 septembre 1817, et professeur d'administration à l'école d'état-major. 

## Publications
- De la réforme dans l'administration militaire (1818)
- Cours d'études d'administration militaire (1824-25, 7 volumes)

## Sources
- « Pierre-Agathange Odier-Laplaine », dans Adolphe Robert et Gaston Cougny, Dictionnaire des parlementaires français, Edgar Bourloton, 1889-1891 [détail de l’édition]